# Vela solare

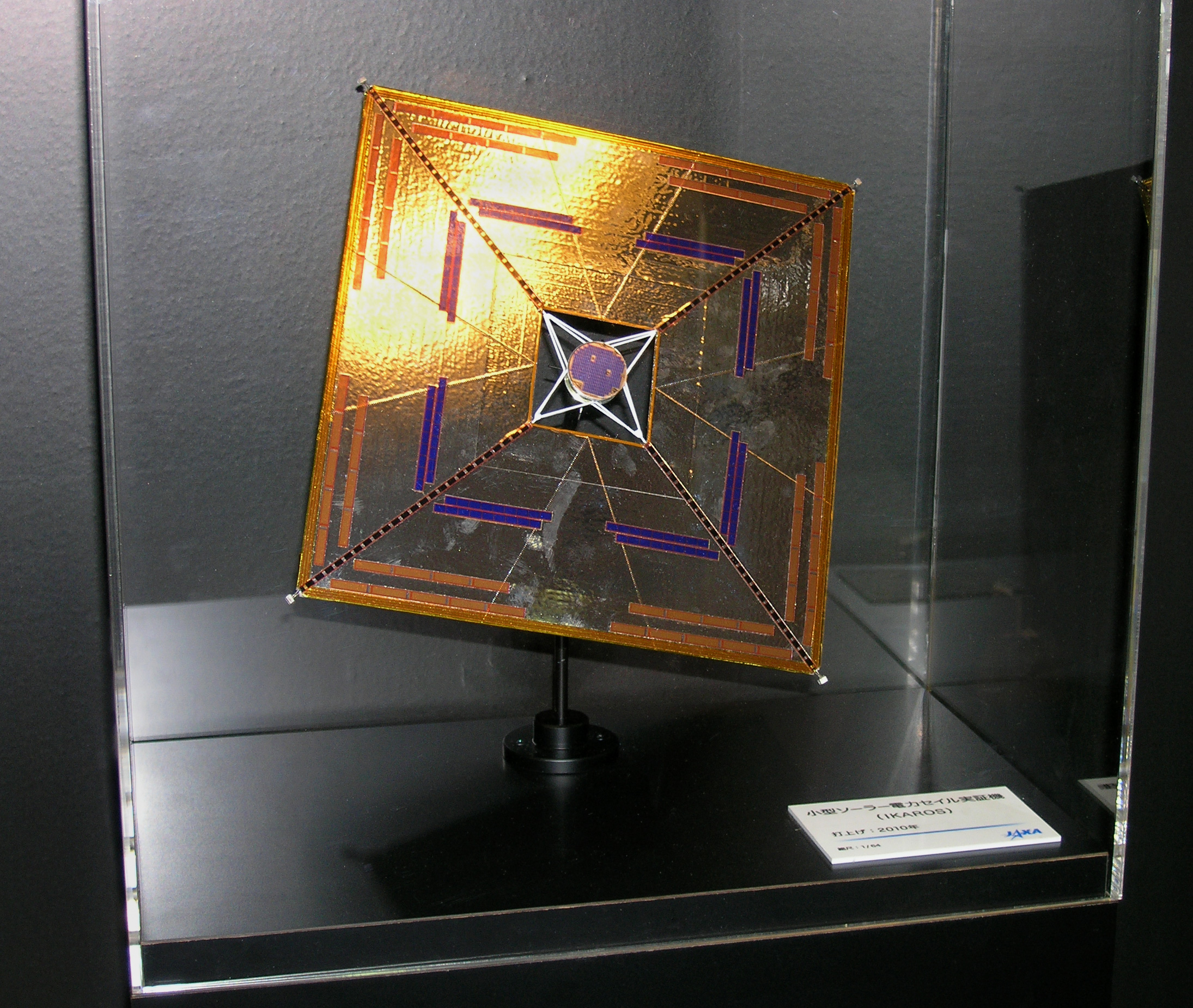
Modello della sonda giapponese IKAROS, la prima ad usare le vele solari come propulsione, lanciata nel 2010

Le vele solari (chiamate anche vele fotoniche o vele aeree, specialmente quando utilizzano sorgenti di luce diverse dal Sole) sono una forma di propulsione spaziale che sfrutta la pressione di radiazione.
Alla distanza della Terra dal Sole la pressione di radiazione è pari a 4,563×10−6 Pa e decresce con il quadrato della distanza dalla sorgente di luce. Anche se la spinta è piccola, essa continuerà finché la sorgente luminosa splende e la vela è dispiegata.
Il meccanismo della vela solare viene utilizzato occasionalmente in combinazione con i sistemi di propulsione ordinari per le sonde e i satelliti. Ciò consente di risparmiare del carburante che altrimenti sarebbe destinato per le correzioni dell'assetto e le modifiche dell'orbita. Per esempio il satellite geostazionario per le telecomunicazioni Eurostar E3000 della EADS Astrium usa dei pannelli di vele solari attaccati alle celle fotovoltaiche per scaricare il momento angolare trasversale, risparmiando così carburante. Alcune missioni senza equipaggio (come la Mariner 10) hanno sostanzialmente esteso la loro durata grazie a queste pratiche.
La scienza delle vele solari è ben provata ma la tecnologia per gestire grandi vele solari è ancora sottosviluppata. Questa trascuratezza ha ispirato alcuni tentativi di privati di sviluppare questa tecnologia, come nel caso di Cosmos 1.
Il concetto di vela solare venne proposto per la prima volta dall'astronomo tedesco Johannes Kepler nel diciassettesimo secolo. Venne riproposto da Fridrich Cander alla fine degli anni venti e gradualmente raffinato nei decenni successivi. Recenti interessi seri nelle vele solari iniziarono con un articolo dell'ingegnere e scrittore di fantascienza Robert L. Forward nel 1984.
Nel maggio del 2010 è stata lanciata la sonda giapponese IKAROS, la prima in assoluto ad aver usato con successo una vela solare come sistema di propulsione, che l'ha portata fino a Venere.

## Funzionamento

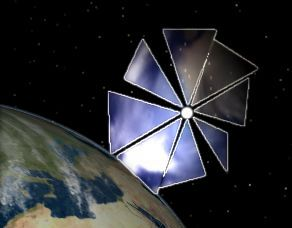
Cosmos I, in un'illustrazione artistica, con la vela spiegata in orbita terrestre

Il veicolo spaziale dispiega una grande pellicola riflettente (specchio membranoso) che riflette la luce del Sole o di qualche altra sorgente. La pressione di radiazione sullo specchio genera una minuscola quantità di moto dovuta ai fotoni riflessi. Inclinando la vela con un certo angolo rispetto al Sole si determinano i cambiamenti di direzione del veicolo spaziale. Nella maggior parte dei progetti lo sterzo viene realizzato con delle pale ausiliarie che agiscono come piccole vele solari per cambiare l'assetto della vela grande. L'inclinazione delle pale può essere modificata grazie a motori elettrici.
In teoria una vela solare guidata da un laser o da altri fasci di luce dalla Terra può essere impiegata per decelerare una sonda quando questa si avvicina a una stella distante o a un pianeta. Ciò può essere fatto distaccando parte della vela e usando quest'ultima per focalizzare il fascio sulla superficie della parte rimanente. In pratica tuttavia la maggiore decelerazione avverrebbe mentre le due parti si trovano a grande distanza l'una dall'altra e ciò significa che per focalizzare correttamente il fascio bisognerebbe dare alla parte distaccata una corretta forma e un corretto orientamento.
Le missioni migliori per una vela solare sono quelle che implicano un tuffo vicino al Sole, dove la luce è intensa e l'efficienza della vela è alta.
Una caratteristica della propulsione a vela solare che era insospettabile fino a metà degli anni novanta è la possibilità di inviare una sonda in fuga dal sistema solare con una velocità anche molto più alta di quella di un razzo tradizionale. Il rapporto tra la massa della vela e la sua area non necessita di ottenere valori estremamente bassi, anche se dovrebbe essere completamente in metallo. Questa tipologia di vela è stata presa in considerazione come una delle opzioni per una futura sonda che potrebbe venir inviata ad esplorare lo spazio oltre l'eliosfera.
Studi più teorici su missioni interstellari con vele solari pianificano di spingere la vela tramite un gigantesco sistema laser.

## Limitazioni e incomprensioni
Le vele solari non sono molto efficaci nelle orbite terrestri basse (sotto gli 800 km di altitudine) a causa dell'attrito con l'aria. Sopra quell'altitudine forniscono accelerazioni molto piccole che impiegano mesi per far raggiungere al mezzo una velocità utile. Le vele devono essere molto larghe e il carico utile in genere piccolo. Il dispiegamento delle vele rappresenta anch'esso una sfida.
Le vele solari devono essere rivolte verso il Sole per decelerare e quindi, nei viaggi lontano dal Sole, devono provvedere a girarsi dietro il pianeta più esterno e decelerare quindi alla luce del Sole.
Erroneamente si pensa che le vele solari non possano andare verso le loro sorgenti di luce e anche che acquisiscano la loro energia principalmente dal vento solare. Queste particelle cariche ad alta velocità emesse dal Sole impartiscono una piccola quantità di moto sulla vela ma questo effetto è circa 5000 volte più piccolo rispetto alla pressione di radiazione dovuta alla luce riflessa dalla vela. Il vento solare potrebbe essere impiegato da un altro tipo di vela, la vela magnetica.
Thomas Gold, della Cornell University, in un dibattito pubblico nella primavera del 2003, sostenne che le vele solari non avrebbero potuto funzionare in quanto lo scambio di inerzia dato dalla riflessione dei fotoni violava la regola termodinamica di Carnot. Il problema secondo Gold era che per la regola di Carnot deve avvenire una degradazione di energia affinché in qualunque macchina ci sia un ritorno di energia, cosa che non avviene in uno specchio perfetto.

Questa critica è stata rifiutata da Benjamin Dierich, che ha sostenuto la non applicabilità della regola di Carnot a un sistema aperto e anche da James Oberg, il quale ha precisato che la pressione di radiazione è stata calcolata con successo per tutti i grandi veicoli spaziali.
Un modo per vedere che la conservazione di energia non rappresenta un problema è notare che quando un fotone viene riflesso da una vela solare subisce uno spostamento Doppler: la sua lunghezza d'onda cresce (diminuendo la sua energia) di un fattore che dipende dalla velocità della vela, trasferendo energia alla vela.

## Materiali per le vele

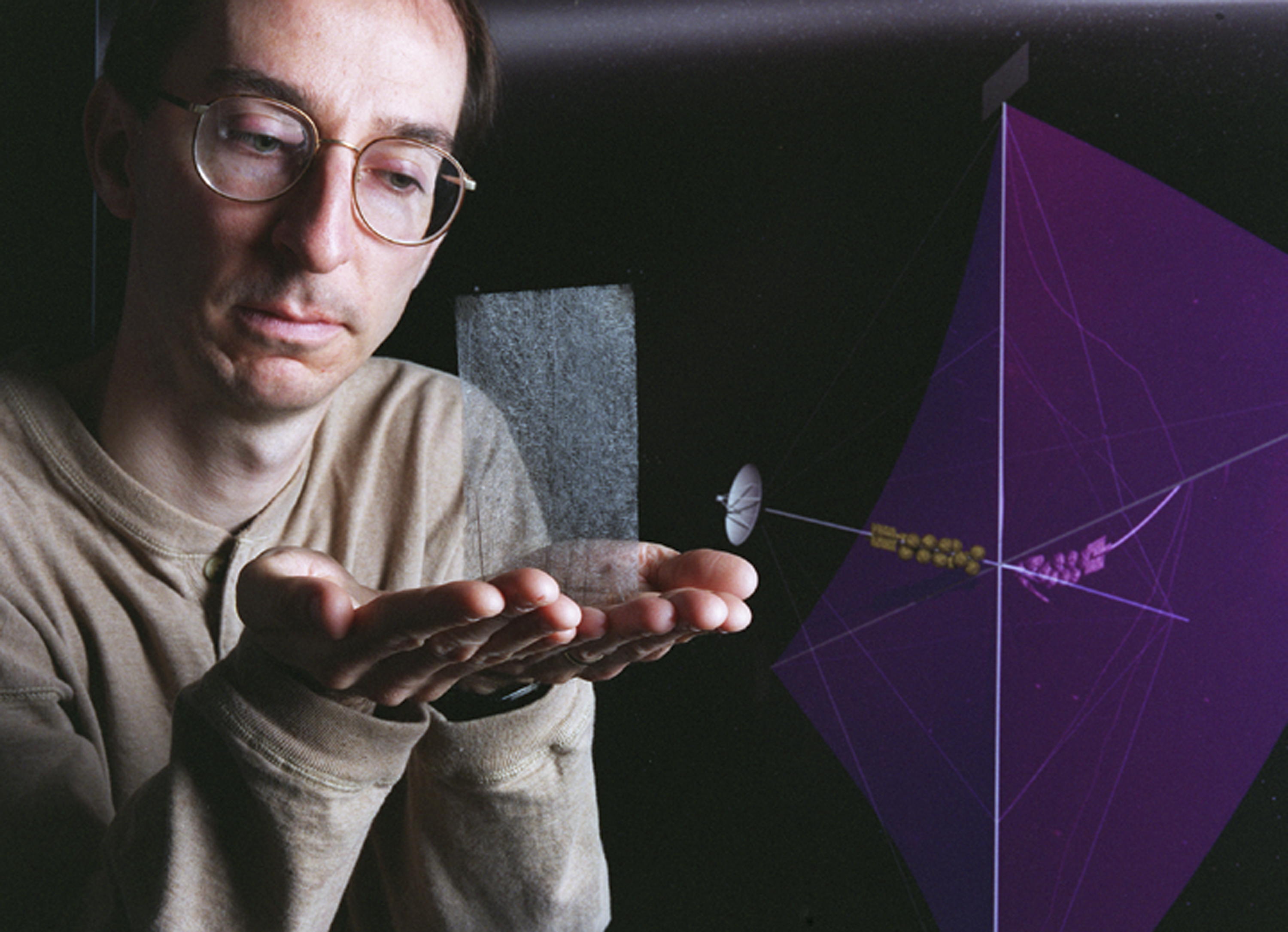
Les Johnson, ingegnere NASA, osserva un materiale per le vele solari

Il miglior materiale noto si pensa sia una sottile maglia di alluminio con dei fori più piccoli di metà della lunghezza d'onda della maggior parte della luce. Anche se sono stati creati dei campioni, questo materiale è troppo fragile per essere arrotolato o svolto con le tecnologie conosciute.
Il più comune materiale usato per i progetti correnti è una pellicola alluminata di Kapton di 2 µm. Essa resiste al calore di un passaggio vicino al Sole rimanendo ancora ragionevolmente dura. Lo strato riflettente in alluminio è posto sul lato rivolto verso il Sole. Le vele della Cosmos 1 erano fatte di una pellicola in PET ricoperta di alluminio.
Una ricerca diretta da Geoffrey A. Landis nel 1998-99, finanziata dal NASA Institute for Advanced Concepts, mostrò che vari materiali come l'ossido di alluminio per le vele fotoniche a laser e la fibra di carbonio per le vele fotoniche a microonde erano un materiale migliore per le vele rispetto alle pellicole standard in Kapton o in alluminio.
Nel 2000 gli Energy Science Laboratories svilupparono un nuovo materiale in fibra di carbonio che poteva essere utile per le vele solari.
Il materiale è oltre 200 volte più spesso rispetto alle vele solari convenzionali progettate, ma è così poroso che esso ha lo stesso peso. La rigidità e la durata di questo materiale lo rendono significativamente più robusto delle pellicole in plastica progettate per le vele solari. Il materiale può dispiegarsi da solo e dovrebbe sopportare temperature più alte.
Sono state fatte anche alcune speculazioni teoriche sull'uso di nanotecnologie per fabbricare molecole di materiali più forti e dalle caratteristiche perfette per formare vele fotoniche basati su maglie di nanotubi, nelle quali la separazione tra le fibre è inferiori a metà della lunghezza d'onda della luce che spinge la vela. Anche se questi materiali possono essere prodotti solo in laboratorio e non in scala industriale, possono pesare meno di 0,1 g/m² rendendoli almeno 30 volte più leggeri di qualunque altro materiale progettato per le vele.
Per comparazione, vele in Mylar spesse 5 µm pesano 7 g/m², le pellicole alluminate di Kapton pesano 12 g/m², mentre i materiali in fibra di carbonio testate dai Energy Science Laboratories pesano 3 g/m².

## Progetti per le vele

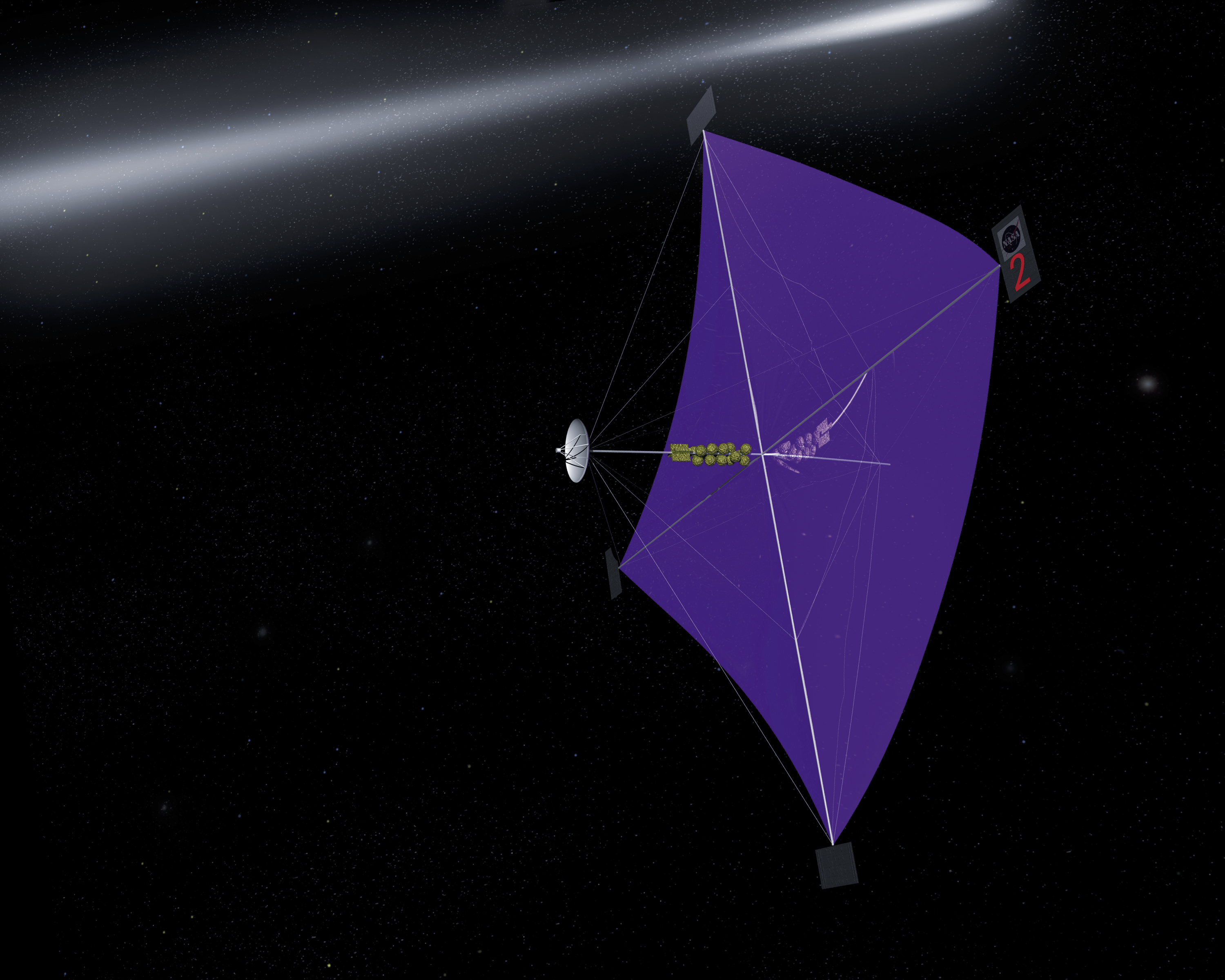
Studi della NASA su una vela solare. La vela dovrebbe essere ampia mezzo chilometro.

Il progetto con il più alto rapporto spinta/massa è stato sviluppato teoricamente da Kim Eric Drexler. Ha progettato una vela che utilizza pannelli di una sottile pellicola di alluminio (spessa tra i 30 e i 100 nanometri) sostenuta da una struttura puramente elastica. Essa ruota e dovrebbe subire continuamente una leggera spinta. Drexler ha creato e manipolato campioni della pellicola in laboratorio, ma il materiale è troppo delicato per sopravvivere alla piega, al lancio e al dispiegamento, quindi il progetto ha fatto affidamento a pannelli di pellicola uniti tramite una struttura elastica. Le vele di questo tipo possono offrire accelerazioni più alte rispetto alle vele basate su pellicole plastiche dispiegabili.
Il progetto con il più alto rapporto spinta/massa per strutture dispiegabili assemblate a terra sono vele quadrate con l'albero e il tirante posti sul lato non illuminato della vela. Generalmente ci sono quattro alberi che partono dagli angoli della vela e un albero centrale per fissare i fili di guida.
Uno dei più grandi vantaggi è che non ci sono punti caldi dovuti alla formazione di pieghe durante la manipolazione e la vela protegge la struttura dalla luce solare. Questa forma può quindi andare piuttosto vicino al Sole, dove si trova la massima spinta. I controlli potrebbero essere eseguiti probabilmente utilizzando piccole vele aggiuntive.
Negli anni settanta il JPL effettuò studi estensivi su pale rotanti e anelli di vele rotanti per una missione di avvicinamento alla cometa di Halley. L'idea era che strutture di questo tipo avrebbero dovuto esser irrigidite dal loro momento angolare, eliminando quindi la necessità di montanti e salvando massa. Sorprendentemente, in tutti i casi era necessario un grande ammontare di tensione per far fronte ai carichi dinamici. Le vele più deboli potrebbero incresparsi od oscillare quando l'assetto della vela viene modificato e le oscillazioni potrebbero portare al cedimento strutturale. La differenza nel rapporto spinta/massa era quasi nullo e i progetti statici erano più facili da controllare.
Il progetto di riferimento del JPL venne chiamato “heliogyro” e aveva pale di una pellicola plastica che venivano dispiegate e in seguito allungate dalle forze centripete come esso ruotava. L'altitudine e la direzione del veicolo spaziale erano completamente controllate dalle modificazioni dell'angolo delle pale in varie vie, in modo simile a ciò che accade in un elicottero. Anche se il progetto non ha un vantaggio sulla massa rispetto a una vela quadrata, esso rimane attrattivo, poiché il metodo di dispiegamento della vela è più semplice rispetto ai progetti basati su montanti.
IL JPL ha studiato anche “vele ad anello”, pannelli attaccati al bordo di un veicolo spaziale rotante. I pannelli avrebbero delle piccole aperture su circa il 5% dell'area totale. Dei fili collegherebbero il bordo di una vela alle altre. I pesi a metà di questi fili spingerebbero le vele a tendersi contro la forma a cono causata dalla pressione di radiazione.
Una vela solare potrebbe avere inoltre la duplice funzione di antenna ad alto guadagno.

## Vele testate nello spazio
Degna di nota è la missione spaziale Mariner 10 che volò tra i pianeti Mercurio e Venere dimostrando l'uso della pressione solare come metodo per il controllo dell'assetto per risparmiare carburante.
Il 4 febbraio 1993 Znamya 2, un riflettore in mylar alluminato da 20 metri, è stato testato con successo sulla stazione spaziale russa Mir. L'esperimento dimostrò solo il dispiegamento e non la propulsione. Un secondo test, Znamaya 2.5 fallì il dispiegamento.
Il 9 agosto 2004 l'Istituto per le Scienze Spaziali e Astronautiche giapponese dispiegò con successo due prototipi di vele solari. Una vela a forma di quadrifoglio venne dispiegata a 122 km di altezza e una a forma di ventaglio a 169 km. Entrambe le vele usavano una pellicola spessa 7,5 micrometri. L'esperimento era solamente un test per il meccanismo di dispiegamento, non per la propulsione.
Un progetto privato comune tra la Planetary Society, Cosmos Studios e l'Accademia russa delle scienze lanciò il Cosmos 1 il 21 giugno 2005 da un sottomarino nel mare di Barents, ma il veicolo di lancio Volna fallì e la sonda non raggiunse l'orbita. Una vela solare sarebbe stata usata per far gradualmente crescere l'orbita della sonda attorno alla Terra. La missione avrebbe avuto la durata di un mese. Un prototipo suborbitale testato dal gruppo nel 2001 era fallito sempre a causa del razzo.
Una vela solare di 15 metri di diametro è stata lanciata assieme al telescopio spaziale AKARI con un razzo M-V il 21 febbraio 2006. Raggiunse l'orbita ma la vela non si aprì completamente.
Un team del Marshall Space Flight Center assieme a un team dell'Ames Research Center ha sviluppato una missione con vela solare chiamata NanoSail-D la quale è stata persa a causa del fallimento del lancio a bordo di un razzo Falcon 1 il 3 agosto 2008.
L'obiettivo primario della missione era di testare le tecnologie per l'apertura delle vele. Secondo Edward E. Montgomery, gestore della tecnologia delle vele solari al Marshall, la sonda non avrebbe potuto riportare dati utili sulla propulsione basata su vele solari poiché l'orbita disponibile in quell'opportunità di lancio era troppo bassa per permettere alla sonda di rimanere in orbita per un tempo abbastanza lungo da permettere di rilevare gli effetti della pressione di radiazione. La struttura di NanoSail-D era fatta di alluminio e plastica, con un peso della sonda inferiore a 4,5 kg. La vela aveva circa 9,3 m² di superficie in grado di raccogliere luce.
Nel maggio del 2010 è stata lanciata la sonda giapponese IKAROS, la prima in assoluto ad aver usato come sistema di propulsione con successo una vela solare, che l'ha portata fino a Venere.

## Nella fantascienza

### Narrativa
- По волнам эфира (letteralmente "Sulle onde dell'etere") del 1913 di Boris Krasnogorskij presenta un veicolo spaziale spinto dalla pressione solare.
- Il racconto The Lady Who Sailed The Soul (1960) di Cordwainer Smith, parte del libro The Rediscovery of Man (1993), descrive viaggi a bordo di un veicolo a vela solare.
- Il racconto La vela dello spazio noto anche come Nave scuola 25 (Dust of Far Suns, 1962) di Jack Vance narra di un equipaggio di cadetti spaziali in una missione di allenamento a bordo di un veicolo a vela solare difettoso.
- Il pianeta delle scimmie (1963), romanzo di Pierre Boulle, descrive uno yacht spaziale che utilizza vele solari.
- Nella raccolta di racconti Vento solare (1972) di Arthur C. Clarke viene descritto un veicolo a vela solare che va dalla Terra alla Luna.
- La strada delle stelle (1975) di Larry Niven e Jerry Pournelle presenta un veicolo spaziale interstellare alieno guidato da vele spinte da luce laser.
- Ne Il libro del Nuovo Sole di Gene Wolfe (1980 - 1987) il protagonista viaggia oltre i confini dell'universo su un'astronave dotata di enormi vele solari.
- Ne Il pianeta dei venti (1981) di George R. R. Martin e Lisa Tuttle, i sopravvissuti al naufragio di un'astronave volano con ali costruite dalle vele solari dell'astronave.
- Rocheworld (1985) di Robert L. Forward narra di una missione interstellare guidata da vele alimentate a luce laser.
- Sia ne Il verde di Marte (Green Mars, 1993) sia ne Il blu du Marte (Blue Mars, 1996) di Kim Stanley Robinson sono presenti delle navette spaziali alimentate da uno specchio che riflette la luce solare.
- Ne I confini del cielo (1998) di David Brin, macchine silenti utilizzano vele solari per raccogliere carbonio dall'atmosfera di una gigante rossa per riparare una costruzione simile a una Sfera di Dyson.
- Il romanzo Accelerando (2005) di Charles Stross racconta di un veicolo a vela solare alimentato da un insieme di laser estremamente potenti usato per contattare alieni intelligenti al di fuori del sistema solare.
- Il romanzo Le Papillon des étoiles (letteralmente "La farfalla delle stelle") del 2006 di Bernard Werber narra la storia di una comunità di umani che scappano dalla Terra per dirigersi verso un nuovo pianeta abitabile a bordo di un'astronave spinta da una gigantesca vela solare (dalla superficie un milione di chilometri quadrati quando è dispiegata).
- Nel romanzo L'eta della guerra (The man who pulled down in the sky, 1987) di John Barnes si racconta della colonizzazione del sistema solare, nel quale solo la giovane Confederazione formata dalle colonie spaziali in orbita intorno alle lune di Giove e Saturno riesce ancora a conservare la propria indipendenza quando la Terra è soggetta allo sfruttamento ed all'occupazione militare delle Repubbliche orbitali. L'economia della Confederazione è basata su navi trasporto a vela solare.

### Cinema, televisione e videogiochi
- Nel film Tron (1982) i personaggi Tron, Flynn e Yori usano un modello al computer di una vela solare per scappare dal Master Control Program.
- L'episodio Enlightenment (1983) di Doctor Who raffigura una corsa attraverso il sistema solare usando navi a vela solare.
- Nel 1985 il film d'animazione giapponese Odin: Kōshi hansen Starlight mostra una nave spaziale che viaggia su fasci di luce con le sue grandi vele, a grandi distanze nello spazio.
- Nel film di Star Trek Rotta verso la Terra (1986) un ufficiale a bordo di una nave danneggiata discute un piano per costruire una vela solare per portare la sua nave al porto più vicino.
- Nell'episodio Il vascello solare (Explorers, terza stagione, 1995) della serie tv Star Trek: Deep Space Nine un vascello bajoriano utilizza come sistema di propulsione primario una vela solare. Il vascello inavvertitamente eccede la velocità della luce quando la vela viene colpita da un flusso di tachioni.
- Una vela solare appare nell'episodio Il messaggio (The Message, prima stagione, 1995) della più recente incarnazione di Oltre i limiti.
- In Star Wars: Episodio II - L'attacco dei cloni (2002) il conte Dooku ha un veicolo spaziale che utilizza una combinazione di iperpropulsione e di vela stellare. Anche nell'episodio 6 della serie tv animata Star Wars: Clone Wars Dooku appare alla guida di un veicolo equipaggiato con una vela solare.
- La nave R.L.S. Legacy, presente nel film d'animazione della Disney Il pianeta del tesoro (2002), è alimentata interamente da vele solari.
- Il GSX-401FW Stargazer, un guerriero mobile senza equipaggio della Cosmic Era, la linea temporale dell'anime Mobile Suit Gundam SEED, impiega un sistema di propulsione che utilizza nanoparticelle di vela solare.
- Nella serie tv Salvation il progetto di una vela solare spinta da laser è uno dei metodi utilizzati nel tentativo di salvare la Terra permettendo di raggiungere un pericoloso asteroide in tempo utile per intervenire.
- Nel videogioco di sopravvivenza fantascientifico No Man's Sky, alcune navi rare sono dotate di vele solari che forniscono vari bonus alla mobilità dei velivoli.
- Nel videogioco 'Seedship viene nominata più volte, la vela solare viene usata per trasportare un Arca piena di cloni che avrà il compito di colonizzare un pianeta.